# Mitridat III. Pontski
Mitridat III. (starogrško Mιθριδάτης, latinizirano: Mithridates) je bil četrti kralj Pontskega kraljestva.  
Bil je sin svojega predhodnika Mitridata II. in Laodike. Imel je sestri Laodiko, prvo ženo selevkidskega kralja Antioha III. Velikega, in Laodiko. Vladal je verjetno v nemirnem obdobju med letoma 220 pr. n. št. in 183 pr. n. št. Za to zgodovinsko obdobje kraljestva ni prav nobenega podatka, ker je izginilo iz zgodovine. Obstoj Mitridata III. nekateri zgodovinarji celo izpodbijajo, vendar je treba upoštevati Apijanovo navedbo Mitridata VI. kot osmega kralja dinastije in šestega s tem imenom. Mitridat je bil poročen z neznano  selevkidsko princeso Laodiko. Z njo  je imel tri otroke: Mitridata IV., Farnaka I.  in Laodiko.